# Депозитарная деятельность
Депозитарная деятельность — финансовые услуги, связанные с хранением сертификатов ценных бумаг и/или учётом и переходом прав на ценные бумаги.
Профессиональный участник рынка ценных бумаг, осуществляющий депозитарную деятельность, называется депозитарием либо «спецдепозитарием». Лицо, пользующееся услугами депозитария по хранению ценных бумаг и/или учёту прав на ценные бумаги, именуется депонентом. Отношения между депонентом и депозитарием регулируются депозитарным договором (договором о счете депо).

## Виды деятельности
Депозитарий выполняет достаточно много операций, но среди них можно выделить следующие ключевые:
- Услуги по хранению сертификатов ценных бумаг — ценные бумаги могут храниться в хранилище депозитария, возможно также ведение учёта ценных бумаг в нематериальном виде в виде записей в электронных реестрах.
- Услуги по учёту прав на ценные бумаги. Передача ценных бумаг на хранение депозитарию не означает переход к депозитарию прав собственности на данные ценные бумаги.
- Расчеты по сделкам с ценными бумагами — осуществление операций на биржевом и внебиржевом рынке.
- Услуги по выплате дивидендов — начисления и выплаты дивидендов, уплата налога на доход.
- Прочие услуги, включая кредитование ценными бумагами, осуществление сделок РЕПО, информационные услуги и другие.

Депозитарий обязан обеспечить сохранность ценных бумаг или прав на ценные бумаги и действовать исключительно в интересах депонента. Депозитарий не имеет права распоряжаться ценными бумагами, управлять ими или совершать с ними какие-либо операции. В связи с тем, что находящиеся на хранении у депозитария ценные бумаги не являются его собственностью, на них не может быть обращено взыскание по его обязательствам. Депозитарную деятельность возможно совмещать с другими видами деятельности:
- брокерская деятельность;
- дилерская деятельность;
- деятельность по управлению ценными бумагами;
- деятельность по определению взаимных обязательств (клиринг).

## Регулирование в России
В России депозитарной деятельностью могут заниматься только юридические лица, получившие депозитарную лицензию в Банке России. Лицензия профессионального участника рынка ценных бумаг на осуществление депозитарной деятельности выдаётся на неограниченный срок.
Одним из основных условий выдачи депозитарной лицензии является достаточная величина собственных средств — не менее 20 млн рублей. Кроме финансовых требований, необходимо иметь соответствующее техническое обеспечение и систему учёта, а также квалифицированный персонал, прошедший специальные экзамены. Правовую основу деятельности составляют соответственно:
- Федеральный закон от 22.04.1996 N 39-ФЗ "О рынке ценных бумаг". КонсультантПлюс (27 декабря 2018).
- Положение Банка России 13.05.2016 N 542-П "Положение о требованиях к осуществлению депозитарной деятельности при формировании записей на основании документов, относящихся к ведению депозитарного учета, а также документов, связанных с учетом и переходом прав на ценные бумаги, и при хранении указанных документов". КонсультантПлюс (4 июля 2016).
- Положение Банка России 10.06.2015 N 474-П "Положение о деятельности специализированных депозитариев". КонсультантПлюс (30 июня 2015).